# Nepenthes alata
Nepenthes alata este o specie de plante carnivore din genul Nepenthes, familia Nepenthaceae, ordinul Caryophyllales, descrisă de Francisco Manuel Blanco. Conform Catalogue of Life specia Nepenthes alata nu are subspecii cunoscute.

## Galerie de imagini

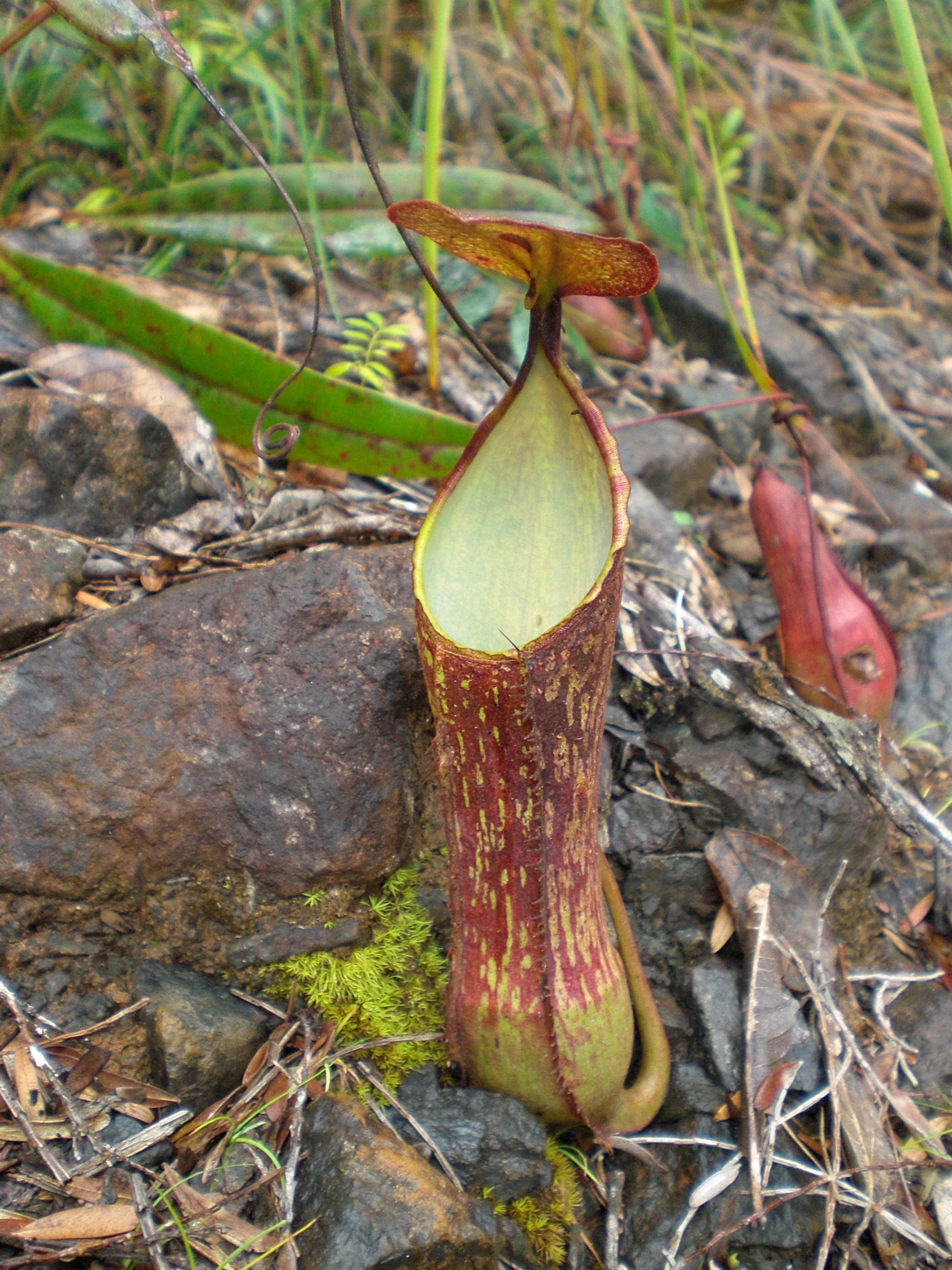
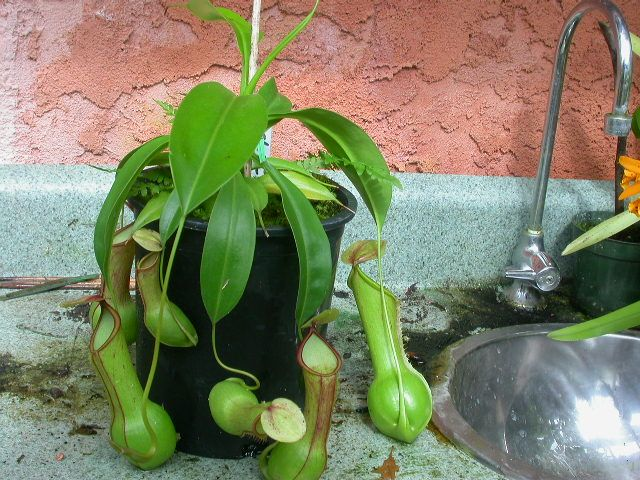
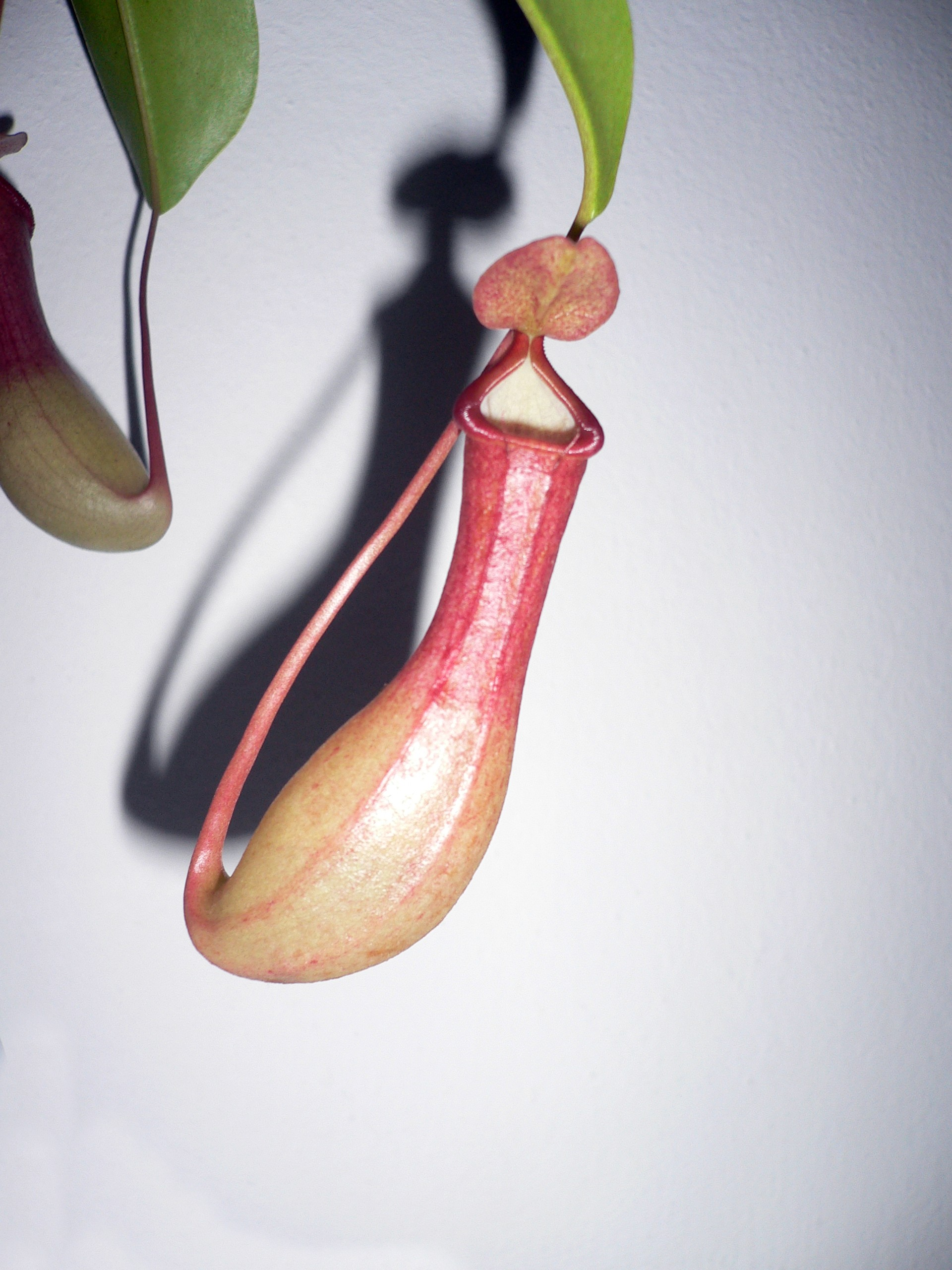
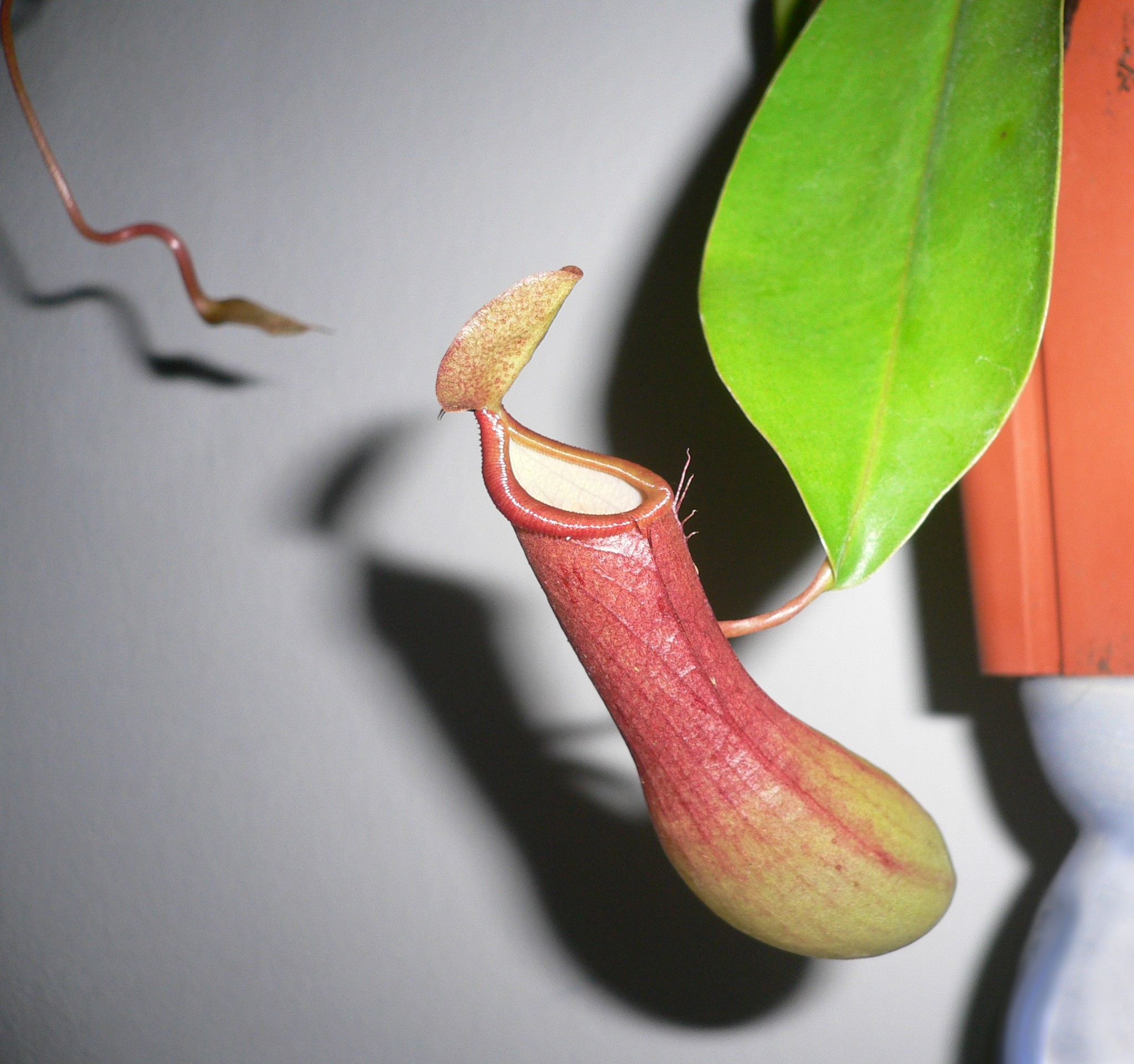
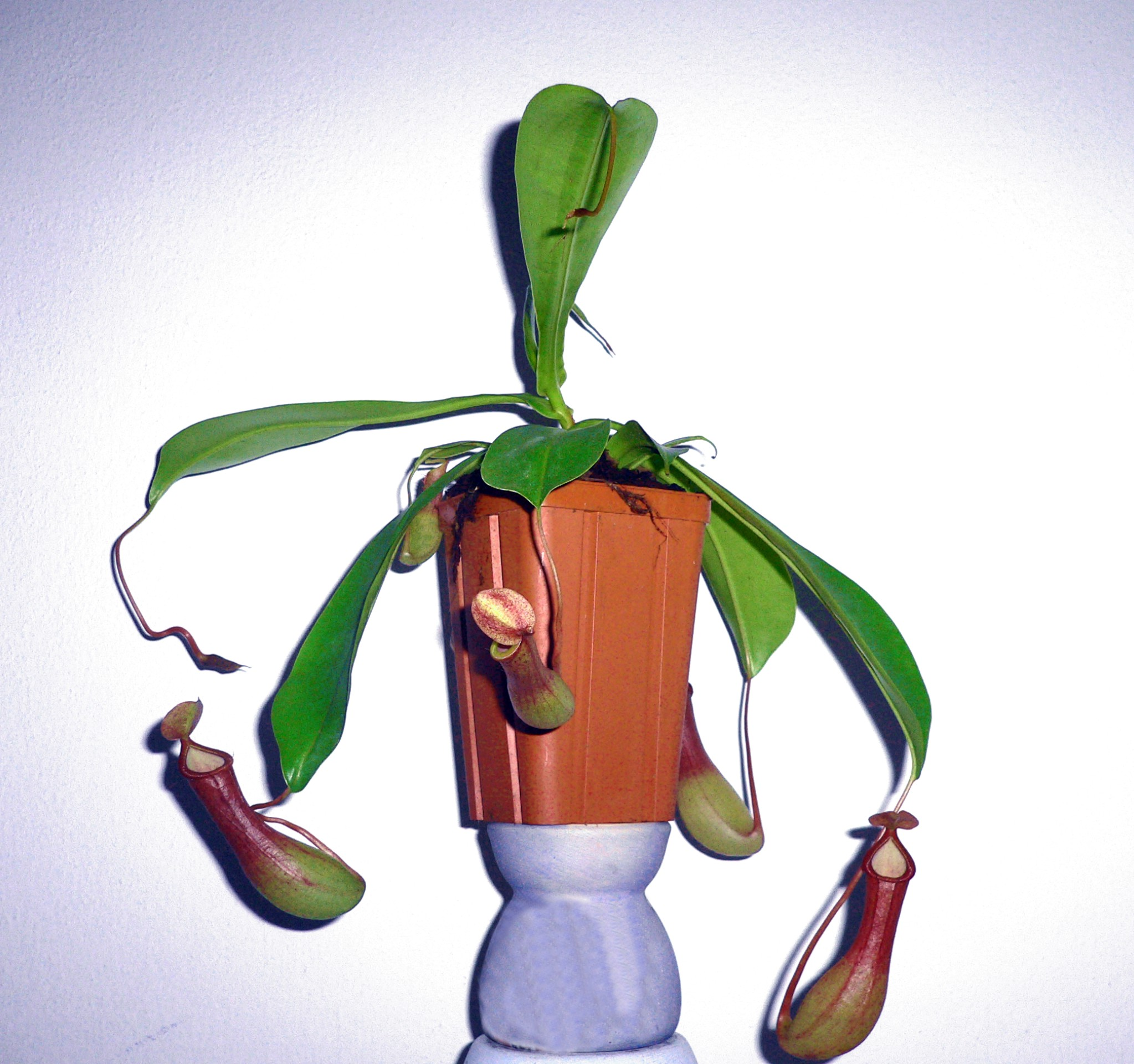
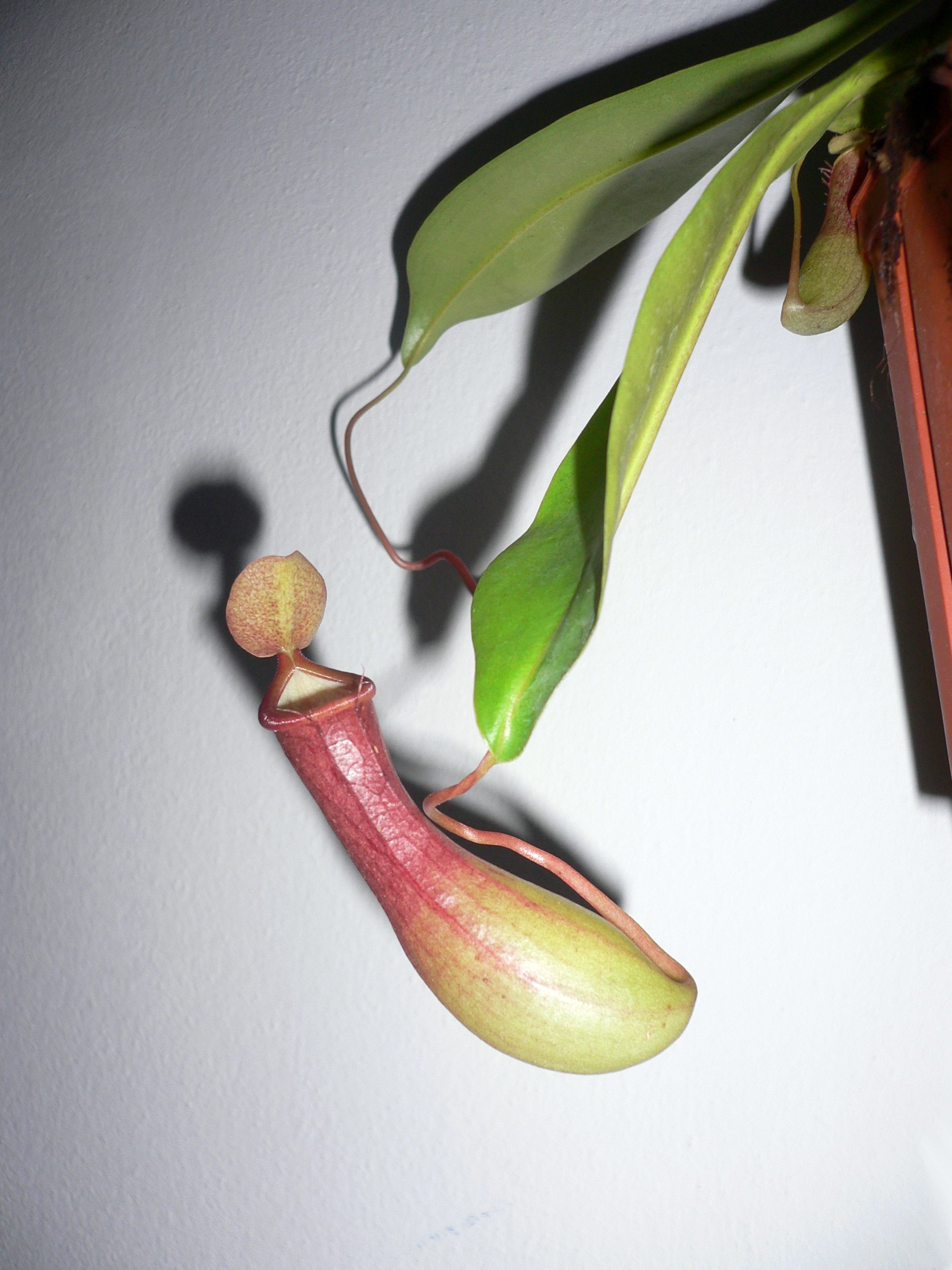